# Commune urbaine (France)
Pour les articles homonymes, voir Commune urbaine.
Chaque pays a sa propre définition statistique de ce qu’il convient de considérer comme une ville, et, partant de là, une population urbaine.
En France, la notion a en outre évolué dans le temps.

## Ancienne distinction (1846-1954)
De 1846 à 1954, était réputée urbaine toute commune comptant au minimum 2 000 habitants agglomérés en son chef-lieu. Cet espace bâti continu se définit comme un ensemble d’habitations dont aucune n’est distante d’une autre de plus de 200 mètres. 
Cette définition devint de moins en moins pertinente pour deux raisons :
- elle ne faisait pas de différence entre les petits centres urbains isolés en milieu rural et les grandes agglomérations s’étendant sur plusieurs communes, comprenant une commune centrale et des communes de banlieue ;
- elle ne tenait pas compte du fait que le tissu urbain pouvait s’étendre sur le territoire de plusieurs communes.

Pour cette raison, l’Insee introduisit en 1954 une nouvelle définition statistique de la ville : c’est la notion d’unité urbaine toujours employée actuellement.

## Distinction actuelle (depuis 1954): les unités urbaines
En France, le caractère urbain ou rural des communes et, par extension, de la population qui y réside, est appréhendé au travers de la notion d’unité urbaine élaborée par l’Institut national de la statistique et des études économiques (Insee). La typologie des unités urbaines permet ainsi de distinguer les communes urbaines et rurales, Seront réputées urbaines les communes incluses dans une unité urbaine. La population urbaine est donc la population résidant dans une commune urbaine. Les communes ne relevant pas de la catégorie des communes urbaines appartiennent, en relief, à la catégorie des communes rurales.